# LL Андромеды
LL Андромеды (лат. LL Andromedae) — карликовая новая в созвездии Андромеды.
Открыта в течение вспышки в 1979 году. Типичное значение видимой звёздной величины равно 19,4, но во время вспышек значение блеска может достигать 14,3. Поскольку такой блеск достигается только при самых мощных вспышках, и при этом возможны менее сильные вспышки, то звезду относят к переменным типа SU Большой Медведицы.

## Переменность
Переменность LL Андромеды похожа по свойствам на переменность карликовых новых типа WZ Стрелы. Такие звёзды обладают длинными циклами вспышек (наблюдались в 1979, 1994 и 2004 годах), а супервспышки могут наблюдаться с меньшей модуляцией периода. Наблюдались изменения блеска с периодом 1,32 часа, связанные с орбитальным периодом. Однако, в сравнении с WZ Стрельца амплитуда вспышек мала, как и продолжительность.

## Система
О компонентах LL Андромеды известно мало, поскольку это слабый объект. Один из двух компонентов является аккрецирующим белым карликом, как и в случае всех карликовых новых. Звезда-донор, вероятно, коричневый карлик, но малая периодичность супервспышек указывает на наличие массивного компаньона.